# 桓階
桓 階（かん かい、生没年不詳）は、中国後漢末期から三国時代にかけての政治家。魏に仕えた。字は伯序（または伯緒）。荊州長沙郡臨湘県（現在の湖南省長沙市長沙県）の人。祖父は桓超。父は桓勝。弟は桓纂・桓彝（字は公長。呉の尚書）。子は桓佑・桓嘉・他数名。孫は桓翊・桓陵。妻は伏氏。『三国志』魏志「桓二陳徐衛盧伝」に伝がある。

## 経歴

### 劉表との戦い
祖父の代から州郡に出仕する家柄で、父は尚書を務めたため、南方において著名であった（『魏書』）。
長沙郡の功曹となり、太守の孫堅から孝廉に推挙され、尚書郎となった。後に父が亡くなると、郷里で喪に服すことになったが、丁度その時に孫堅が劉表との戦いで戦死した（襄陽の戦い）。桓階は孫堅に受けた恩を返すため、危険を知りながら劉表に対し遺体の引き取りを請うた。劉表は桓階の行為を義と判断し、申し入れを受諾した。その後、後任の太守である張羨に仕えた。
建安3年（198年）、張羨に対して曹操に味方することを進言し、張羨に近隣の郡に働きかけさせ、劉表に対して荊南三郡を挙っての大規模な反乱を起こさせた。曹操は喜んだが、袁紹との決戦に追われて援軍を派遣することはできなかった。やがて張羨が病死すると、子の張懌が反乱を継続したが、最終的には劉表に鎮圧された。桓階は逐電することを考え、官位と自らの妻の妹を与えるという劉表の誘いを断り、病気と称して隠遁した。

### 曹氏に仕える
劉表死後、荊州が曹操の支配下になると、張羨に協力した功績により召し出され、丞相掾主簿・趙郡太守となった。
赤壁の戦いで敗北した曹操は、荊南三郡を平定するために桓階を派遣しようとしたが、桓階は劉巴が適任であると辞退した。
魏が建国されると、虎賁中郎将・侍中にまで昇った。曹植を寵愛する曹操に、曹丕を後継者に立てることを何度も進言した。当時、曹植を支持する丁儀が、曹植を後継にすべく暗躍しており（「曹植伝」）、曹丕を支持する毛玠や徐奕を誹謗することがあったため、桓階はこれを庇った。桓階には、このような他人の美点を後押しし、欠点を補強する行為があったという。
やがて尚書となり官吏の任用に当たった。曹仁が関羽に攻撃され窮地に陥ると、曹操は親征を考えた。しかし桓階は「曹仁殿や徐晃殿を信じておられるのなら、御自身で援軍を率い赴かれるべきではない」と言った。このため曹操は、軍を摩陂に駐屯させるだけに留めた。
一説には、桓階が曹操に帝位につくよう勧めたが、夏侯惇の「劉備を討つまでは時期尚早」とする反対に遭って、実現できなかったという（「武帝紀」が引く『曹瞞伝』、『世語』）。
後漢から魏への禅譲に、他の群臣と共に積極的に協力した（「文帝紀」が引く『献帝伝』）。曹丕（文帝）の代には尚書令となり、高郷亭侯に封じられ、侍中を加えられた。
蜀漢からの降将である孟達は司馬懿や劉曄に疑われたが、桓階は夏侯尚と共に孟達と親交することで安心させた（「明帝紀」が引く『魏略』）。
曹丕は桓階を厚遇し、自分の子の後見役足り得る人材と考えていた。しかしまもなく桓階は重病となった。曹丕は桓階を安楽郷侯に国替えし六百戸の所領を与え、三人の子にも関内侯の位を与えた。また早世した子の桓佑にも、関内侯を追贈した。さらに桓階は危篤になると、九卿の一つである太常に任命されたが、まもなく死去した。。貞侯と諡され、子の桓嘉が爵位を継いだ。また弟の桓纂も散騎常侍となり、関内侯に封じられたという。
正始4年（243年）秋7月、曹芳（斉王）は詔勅を下し、曹操の廟庭に功臣20人を祭った。その中には桓階も含まれている（「斉王紀」）。

## 三国志演義
小説『三国志演義』では、当初は孫堅配下として登場し、孫堅が劉表軍と戦って戦死した際、その遺骸を引き取るための交渉役を与えられている。その後は史実と同様に、曹丕の王朝建国に加担。華歆や王朗らと共に宮中に乗り込み、献帝に禅譲を迫ったことになっている。